# Crypsithyris pheretropa
Crypsithyris pheretropa är en fjärilsart som beskrevs av Edward Meyrick 1931. Crypsithyris pheretropa ingår i släktet Crypsithyris och familjen äkta malar. Inga underarter finns listade i Catalogue of Life.